# Серогрудый рогоклюв
Серогрудый рогоклюв (лат. Serilophus lunatus) — вид птиц семейства рогоклювых Eurylaimidae, который встречается в некоторых частях Юго-Восточной Азии. В настоящее время признано существование семи подвидов этого вида. Второй вид данного рода Serilophus rubropygius, также ранее считался подвидом этого вида.

## Таксономия
Серогрудый ширококлюв впервые был научно описан в 1834 году английским орнитологом Джоном Гульдом. Гульд отнёс его к роду Eurylaimus и предложил биномиальное название Eurylaimus lunatus. Видовой эпитет на латыни означает «в форме полумесяца» или «в форме серпа», от латинского luna, что означает «луна».  В качестве типового местообитания Гульд указал окрестности Рангуна (ныне Янгон) в Мьянме, но впоследствии местность была ограничена холмами в районе Баго, которые лежат к северу от Янгона.
Серогрудый ширококлюв в настоящее время является одним из двух видов, отнесенных к роду Serilophus, который был выделен в 1837 году Уильям Свенсон. Другой вид в этом роде Serilophus rubropygius ранее считался подвидом сереброгрудого ширококлюва.
Выделяют семь подвидов:
- S. l. elisabethae La Touche, 1921 — от центральной Мьянмы до северо-востока Таиланда, север, центральный Лаос, север Вьетнама и юг Китая; также юго-восток Таиланда и Камбоджа
- S. l. polionotus Rothschild, 1903 – остров Хайнань (у юго-востока Китая)
- S. l. lunatus (Gould, 1834) – юг Мьянмы и северо-запад Таиланда
- S. l. impavidus Deignan, 1948 – юг Лаоса
- S. l. stolidus Robinson & Kloss, 1919 – юго-запад Таиланда и Малайский полуостров (кроме юга)
- S. l. rothschildi Hartert & Butler, 1898 – горный юг Малайский полуостров
- S. l. intensus Robinson & Kloss, 1916 – горная Суматра

## Ареал и места обитания
Вид распространён в Бангладеш, Бутане, Камбодже, Китае, Индии, Индонезии, Лаосе, Малайзии, Мьянме, Непале, Таиланде и Вьетнаме.  Он населяет субтропические или тропические влажные низинные леса и субтропические или тропические влажные горные леса. 
Он встречается в тропических и субтропических лесах, а также в ̪полулистопадные лесах и лесах c преобладанием сосен, дубов и бамбука.  Он может встречаться в избирательно прореженных лесах и даже проникать на сельскохозяйственные земли и в сады.  По всему ареалу населяет широкий диапазон высот; от 800 до 2000 м над уровнем моря на Суматре, и на 300-700 м в Китае.
Численность вида несколько сократилась из-за разрушения среды обитания (вырубки лесов и т. д.), но он не считается находящимся под угрозой исчезновения.

## Описание

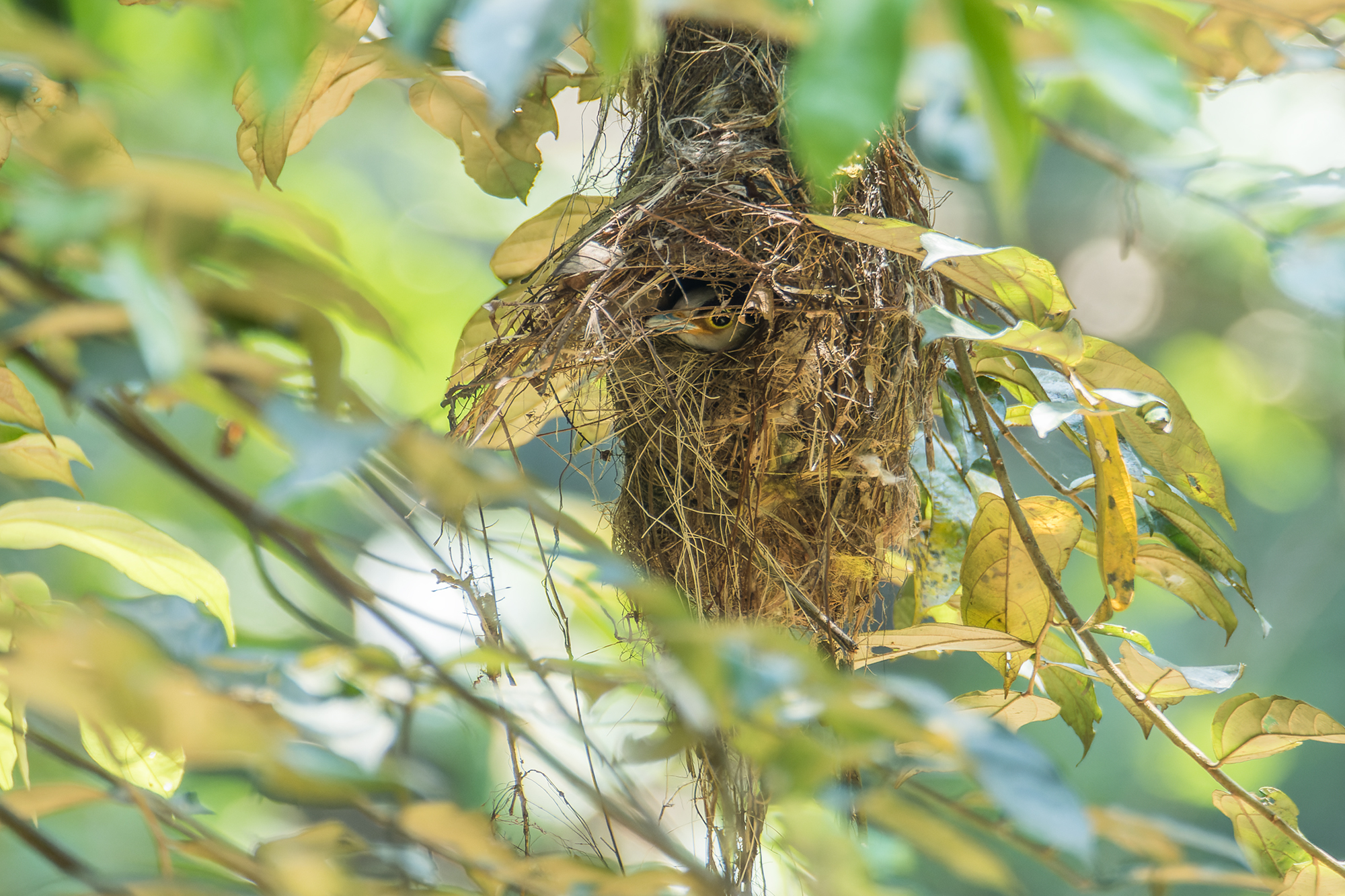
Гнездо S. l. stolidus на юго-западе Таиланда

Длина тела 16—17 см, масса 25—35 граммов. Голова пепельно-серого цвета с широкой чёрной бровью над глазами, у самки на груди имеется узкая серебряная полоса.  Грудь и брюхо белые. Крылья сине-чёрные. Хвост голубовато-чёрный. Ноги и окологлазное кольцо жёлтые. Молодые птицы похожи на взрослых, но с более короткими крыльями и хвостом и в целом немного более тёмным оперением. Есть также некоторые различия между разными подвидами.

## Поведение и размножение
Птицы живут в одиночку или парами. Питаются насекомыми и другими беспозвоночными, их личинками, а также ягодами и спелыми фруктами.
Размножение происходит в период дождей с марта по июль. Гнездо сооружают обе птицы. Оно имеет грушевидную форму и висит на кончике ветки пальмы и на бамбуке, как правило, на высоте более двух метров над землёй. В кладке 2—5 яиц белого цвета с редкими красноватыми пятнами. Птенцы вылупляются через 15—18 дней.